# Козьма I Александрійський
Козьма I Александрійський (VII століття – 768 рік), Папа і Патріарх Александрійський і всієї Африки з 727 по 768 рік.

## Біографія
За словами Еутікіо, працював майстром з виготовлення шпильок. 
Офіційно визнаний Патріархом і представником грецької православної громади арабськими завойовниками, відновивши Александрійську Церкву після років осиротілого престолу та керівництвом коад'ютором. Халіф Хішам змусив його заснувати першу церкву в Александрії. Спочатку він сповідував монофелітство, але у 742 році разом зі своєю парафією відмовився від цього вчення. Козьма був захисником святих ікон. 